# Kardinálka
Kardinálka (Tanichthys) je rod drobných sladkovodních paprskoploutvých ryb z řádu máloostní. Ve starších systémech je řazen do čeledi kaprovití (Cyprinidae), nově je vyčleňován do samostatné čeledi kardinálkovití (Tanichthyidae). Pochází z vod jihovýchodní Asie: Číny a Vietnamu. Dlouhou dobu byl znám jediný zástupce rodu kardinálka čínská (Tanichthys albonubes). V roce 2001 byli popsáni další dva zástupci rodu, kardinálka vietnamská (Tanichthys micagemmae) a málo známá a česky dosud nepojmenovaná kardinálka Tanichthys thacbaensis.